# Округ Авојлс (Луизијана)
Авојлс (енгл. Avoyelles Parish) је округ у америчкој савезној држави Луизијана.

## Демографија
По попису из 2010. године број становника је 42.073, што је 592 (1,4%) становника више него 2000. године.
| Група             | 2000.          | 2010.          |
| Белци             | 28.147 (67,9%) | 27.877 (66,3%) |
| Афроамериканци    | 12.233 (29,5%) | 12.398 (29,5%) |
| Азијати           | 72 (0,2%)      | 141 (0,3%)     |
| Хиспаноамериканци | 404 (1,0%)     | 606 (1,4%)     |
| Укупно            | 41.481         | 42.073         |